# Mandl Frigyes
Mandl Frigyes (Kiszető, 1888. augusztus 28. – Varsó, 1933. április 20.) válogatott magyar labdarúgó, balfedezet.

## Pályafutása
A 33 FC és az FTC labdarúgója volt. A csapatjátékban kiemelkedő, megbízható játékos volt. Lassúsága azonban nagy hátrányt jelentett a számára. NB I-es mérkőzések száma: 8
1914-ben egy alkalommal szerepelt a magyar labdarúgó-válogatottban.
Az első világháború után Varsóban telepedett le, ahol sportáruüzletet működtetett.

## Sikerei, díjai
- Magyar bajnokság
  - 5.: 1912–13

## Statisztika

### Mérkőzése a válogatottban
| Magyarország | Magyarország      | Magyarország    | Magyarország | Magyarország | Magyarország | Magyarország | Magyarország | Magyarország |
| #            | Dátum             | Helyszín        | Hazai        | Eredmény     | Vendég       | Kiírás       | Gólok        | Esemény      |
| ------------ | ----------------- | --------------- | ------------ | ------------ | ------------ | ------------ | ------------ | ------------ |
| 1.           | 1914. november 8. | Bécs, WAC-Platz | Ausztria     | 1 – 2        | Magyarország | barátságos   | -            |              |
|              | Összesen          |                 |              | 1            | mérkőzés     |              | 0            | gól          |